# Dziwne przygody Koziołka Matołka
Dziwne przygody Koziołka Matołka – polski serial animowany dla dzieci nakręcony w latach 1969–1971 w Studiu Miniatur Filmowych na podst. komiksu 120 przygód Koziołka Matołka Kornela Makuszyńskiego i Mariana Walentynowicza. Opowiada o przygodach Koziołka Matołka, który chce dojść do Pacanowa.
Od 25 czerwca 2022 roku emitowany jest serial w wersji po rekonstrukcji cyfrowej wyłącznie w telewizji na antenie TVP ABC. Serial w wersji zrekonstruowanej cyfrowo również emitowany w TVP Polonia.

## Fabuła
Scenariusze 10-minutowych odcinków wykorzystują postać Koziołka Matołka stworzoną przez Kornela Makuszyńskiego i Mariana Walentynowicza, oraz jego motyw poszukiwania Pacanowa, jednakże w odróżnieniu od np. bajki muzycznej Przygody Koziołka Matołka, która jest wierną adaptacją książeczek, są oryginalne, mają fabułę nieciągłą i usytuowaną w różnych epokach, także współcześnie. Charakteryzują się też bardzo wartką akcją.
Wszystkie odcinki zaczynają się i kończą wierszykiem, recytowanym przez Wiesława Michnikowskiego i podobnym do oryginalnego tekstu książeczek Makuszyńskiego. Wierszyk wprowadzający jest zawsze taki sam, a kończący zależy od stopnia tarapatów, w które koziołek w danym odcinku się wpakował.
Jak w wielu dawnych polskich kreskówkach, postacie są nieme, ale czasem wydają okrzyki (me-ee Koziołka) lub śpiewają wokalizą.

## Odcinki
Nakręcono przypuszczalnie 26 odcinków. Daty według czołówek.
- Konkurs śpiewu (1969; reż. Zofia Oraczewska)
- Kucharz okrętowy (1969; reż. Ryszard Słapczyński)
- Pod piramidami (1969; reż. Ryszard Słapczyński)
- Rajd (1969; reż. Piotr Lutczyn)
- Regaty (1969; reż. Leonard Pulchny)
- Smocza jama (1969; reż. Zofia Oraczewska)
- W opałach (1969; reż. Stefan Szwakopf)
- Wesoła dżungla (1969; reż. Roman Huszczo)
- Władca pustyni (1969; reż. Roman Huszczo)
- Złoty szlak (1969; reż. Bogdan Nowicki)
- Po drugiej stronie tęczy (1969; reż. Piotr Szpakowicz)
- Małpi król (1970; reż. Piotr Lutczyn)
- Zatopiona fregata (1970; reż. Leonard Pulchny)
- Czarny Bill (1971; reż. Stefan Szwakopf)
- Gwiazdor filmowy (1971; reż. Ryszard Słapczyński)
- Korsarze (1971; reż. Piotr Lutczyn)
- Latający kozioł (1971; reż. Roman Huszczo)
- Łakomy traper (1971; reż. Bogdan Nowicki)
- Łapmy lisa (1971; reż. Alina Maliszewska)
- Napad na dyliżans (1971; reż. Alina Maliszewska)
- Przygoda na szosie (1971; reż. Piotr Szpakowicz)
- Przyjaciel zwierząt (1971; reż. Piotr Szpakowicz)
- Telegrafista (1971; reż. Piotr Szpakowicz)
- Upał (1971; reż. Bogdan Nowicki)
- W poszukiwaniu przyjaźni (1971; reż. Stefan Szwakopf)
- Żeby kózka nie skakała (1971; reż. Roman Huszczo)

## Dystrybucja
Odcinki były dystrybuowane w kinach jako krótkometrażowy dodatek do głównego filmu. Przykładowo odcinek „Wesoła dżungla” był puszczany przed brytyjskim filmem Dzikim i swobodnym.
Wszystkie odcinki były publikowane na VHS, zazwyczaj w czterech kasetach po 6-7 odcinków, np. przez wydawnictwo MCL-Mercury Entertainment. W wydaniu na DVD firmy ITI z 2003 r., po 12 odcinków na płytę, brakuje „Gwiazdora filmowego” i „Łakomego trapera”. W wydaniu na DVD firmy Telewizja Polska z 2012 r., po 26 odcinków na płytę czyli po każdy odcinek.
Odcinek „Gwiazdor filmowy” został wydany w wersji zrekonstruowanej cyfrowo w 2013 roku na DVD w Klasyce polskiej bajki „Dziwne przygody koziołka Matołka i inne bajki” z dystrybucją DMMS Media Distribution.

## Anulowany film pełnometrażowy
W 2008 roku miał ukazać się film pełnometrażowy pt. Koziołek Matołek i porywacze zabawek, będący kontynuacją serialu.

## Odniesienia w kulturze popularnej
W serialu Świat według Kiepskich Rozalia Kiepska jest ogromną fanką filmów o Koziołku Matołku. W serialu tym często pojawiały się fragmenty odcinka „Władca pustyni”.